# Richard Bergfors
Max Richard Melker Bergfors, född 27 oktober 1975 i Örnäsets församling, Luleå, Norrbottens län, är en svensk företagsledare och sedan 2002 VD för Max Burgers AB, tidigare kallat Max Hamburgerrestauranger AB. Han är son till Max Burgers AB:s grundare, Curt Bergfors, och bror till Christoffer Bergfors.

## Utspel
I anslutning till Almedalsveckan i Visby i juli 2016, publicerade Supermiljöbloggen ett debattinlägg av reklamkaraktär från Richard och Christoffer Bergfors. Inlägget inleddes med konstaterandet att nötköttsproduktion kraftigt bidrar till koldioxidutsläppen i världen och att Max-kedjan är en del av detta (miljö)problem. Därefter beskrevs den vegetariska satsning som företaget gör, och att målet är att var tredje beställning på restaurangerna skall vara icke-nötkött år 2020.

## Utmärkelser
- 2007 - Utnämnd till Entrepreneur of the Year (region norr)[3]
- 2009 - Utseddutsågs till Årets Gröna Kapitalist av affärsmagasinet Veckans Affärer[4]
- 2011 - tilldelad Corporate Social Responsibility Award for Leadership där han prisades för sitt starka ledarskap inom miljöområdet[5].
- 2012 - Utsedd till Årets VD 2012, kategori Stora Företag, av ledarskapssiten Motivation.se och Executive People.